# Julius Jaenzon

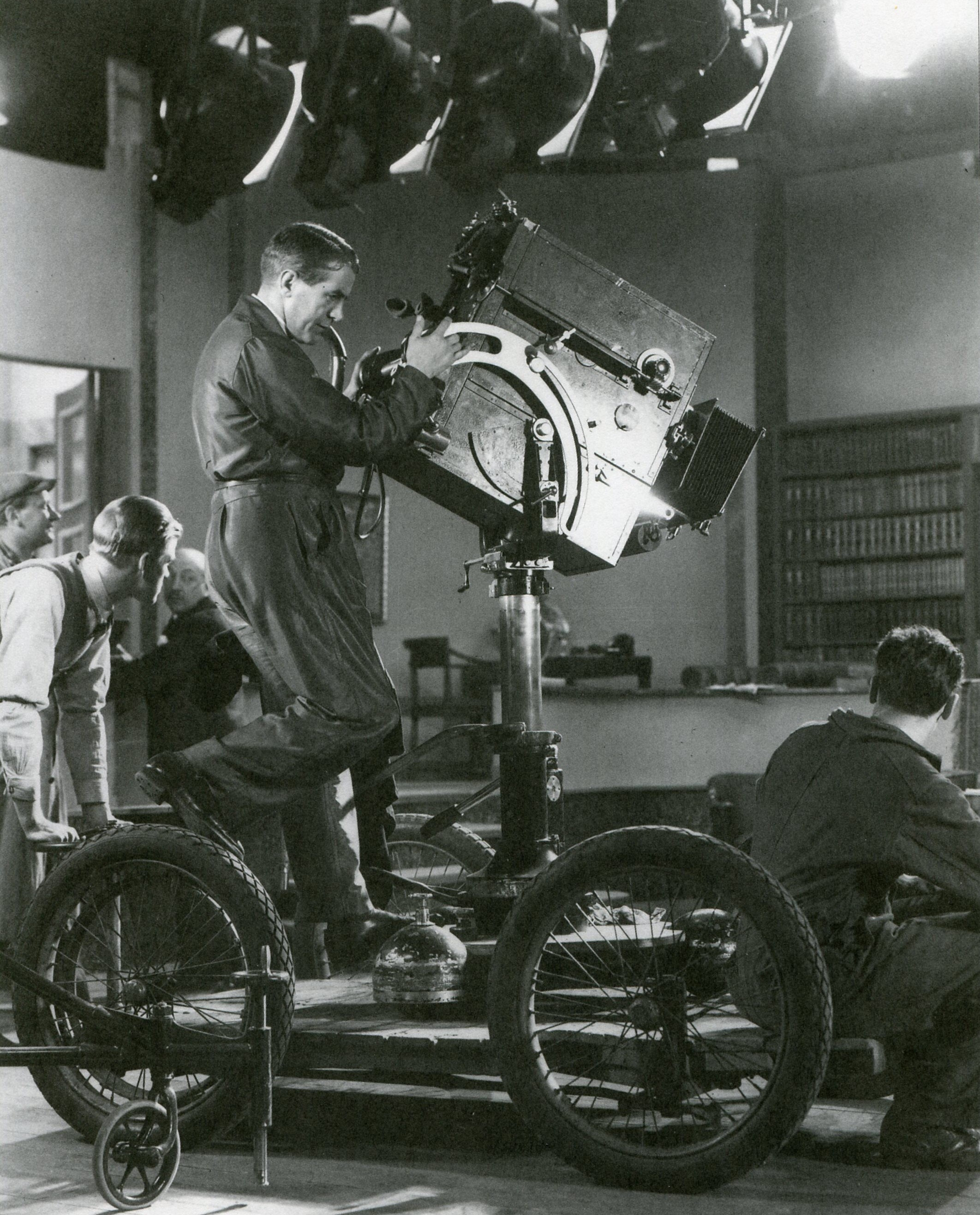
Julius Jaenzon (an der Kamera), 1933

Julius Jaenzon (Aussprache [ˌ ʝʉːliɵs ˈ ʝɑːnsɔn]; eigentlich Julius Jaensson; * 8. Juli 1885 in Göteborg; † 17. Februar 1961 in Stockholm) war ein schwedischer Kameramann und Filmregisseur. Er war an der Produktion zahlreicher Stummfilme der Regisseure Mauritz Stiller und Victor Sjöström beteiligt. Mitunter benutzte er das Pseudonym „J. Julius“.

## Leben
Jaenzon absolvierte eine Ausbildung als Porträtfotograf und eröffnete ein eigenes Atelier. 1905 begann er zu filmen, er machte in den folgenden Jahren Naturaufnahmen und Reportagen in Norwegen, Schweden und den USA. Dabei entstand 1908 in Norwegen der Kurzfilm Die Gefahren des Fischerlebens. Ab 1910 arbeitete er für Charles Magnussons Filmgesellschaft Svenska Bio. Zwei Jahre später verpflichtete Magnusson die Regisseure Mauritz Stiller und Victor Sjöström – Jaenzon filmte 1912 Sjöströms Debütfilm Der Gärtner und mehrere Filme Stillers. Bis zum Ende der 1910er Jahre erzielte Jaenzon insbesondere für diese Regisseure Aufnahmen von realistischen Menschen in realer, rauer Natur, die den Ruf des schwedischen Films der Stummfilmzeit als qualitativ hochwertig begründeten. Zu den wichtigsten Werken dieses Stils gehören Terje Vigen (1917), Berg-Eyvind und sein Weib (1918) und Herrn Arnes Schatz (1919).
Bei Victor Sjöströms Der Fuhrmann des Todes (1921) nutzte Jaenzon ausgiebig die Filmtechnik der Mehrfachbelichtung und schuf damit die für die Umsetzung der gleichnamigen Geschichte Selma Lagerlöfs benötigten geisterhaften Bilder. In Mauritz Stillers Epos Gösta Berling (1924) – einer weiteren Lagerlöf-Verfilmung – setzte Jaenzon mit seinem Gespür für Naturaufnahmen neben den Hauptdarstellern Greta Garbo und Lars Hanson erneut die schwedische Landschaft in Szene.
Ab Mitte der 1920er Jahre stand Jaenzon häufig für Gustaf Molander hinter der Kamera. Gemeinsam mit Edvin Adolphson führte er bei Sag es in Tönen (1929), einem der ersten schwedischen Tonfilme, Regie.
Der Kameramann Henrik Jaenzon war der Bruder von Julius Jaenzon.

## Filmografie
| - 1907: Report from the United States on President Theodore Roosevelt - 1908: Fiskerlivets farer - 1910: Regina von Emmeritz (Regina von Emmeritz och Gustav II Adolf) - 1911: Hochzeit auf Ulfåsa (Bröllopet på Ulfåsa) - 1911: Järnbäraren - 1911: Die Opiumhöhle (Opiumhalan) (auch Regie) - 1912: Die Abenteuer zweier schwedischer Emigranten in Amerika (Två Svenska emigranters aventyr i Amerika) (auch Regie) - 1912: Onkel Johannes’ Ankunft in Stockholm (Fabror Johannes ankomst till Stockholm) (auch Regie) - 1912: Mor och dotter - 1912: Laban Petterqvist tränär för Olympiska spelen - 1912: Das Urteil der Gesellschaft (Samhallets dom) (auch Regie) - 1912: Kolingens galoscher (auch Ko-Regie) - 1912: Die schwarzen Masken (De svarta makerna) - 1912: Vampyren - 1912: Das Kind (Barnet) - 1912: Branningar, eller Stulen lycka (auch Regie) - 1912: Detgröna halsbandet - 1912: Der Gärtner (Trädgårdsmästaren) - 1912: I livets vår, eller Forsta alskarinnan - 1912: Agaton und Fina (Agaton och Fina) (auch Regie) - 1913: Das fremde Mädchen (Den okända) - 1913: Der Ministerpräsident (Livets konflikter) - 1913: Die Grenzbewohner (Gränsfolken) - 1913: Löjen och tårar - 1913: Wenn die Liebe stirbt (När kärleken dödar) - 1913: Der Kriegshund (När larmklockan ljuder) - 1913: Lady Marions Sommarflirt - 1913: Das Mannequin (Mannekängen) - 1913: Blodets röst - 1913: På livets ödesvägar - 1913: Bröderna - 1913: Miraklet - 1914: Prästen - 1914: Kammarjunkaren - 1914: Högfjällets dotter - 1914: När konstnärer älska - 1914: Det röda tornet - 1914: Stormfågeln - 1914: Skottet - 1914: Kärlek starkare än hat - 1915: Hans hustrus förflutna - 1915: Der Dolch (Dolken) - 1915: Strejken - 1915: Högsta vinsten - 1915: Judaspengar - 1915: Mästerjuven - 1915: Madame de Thèbes - 1916: Kärlek och journalistik - 1916: Ikarus (Vingarne) - 1916: Balettprimadonnan - 1916: Landshövdingens döttrar - 1916: Rosen på Tistelön - 1916: Therese - 1917: Terje Vigen (Terje vigen) - 1917: Alexander der Große (Alexander den Store) - 1917: Der Todeskuß (Dödskyssen) - 1918: Berg-Eyvind und sein Weib (Berg-Ejvind och hans hustru) - 1918: Sången om den eldröda blomman - 1919: Die Ingmarssöhne (Ingmarsönerna) | - 1919: Herrn Arnes Schatz (Herr Arnes pengar) - 1920: Rosen im Herbst (Dunungen) - 1920: Ich gab dich zum Pfande (Mästerman) - 1921: Der Fuhrmann des Todes (Körkarlen) - 1922: Die Feuerprobe (Vem dömer) - 1922: Herrenhofsage (Gunnar Hedes saga) - 1923: Karusellen - 1923: Eld ombord - 1924: Gösta Berling (Gösta Berlings saga) - 1924: Livet på landet - 1924: Två konungar - 1925: Die Erde ruft – Jerusalem, 1. Teil (Ingmarsarvet) - 1925: Die Wallfahrt eines Herzens – Jerusalem, 2. Teil (Till Österland) - 1926: Sie, die Einzige (Hon, den enda) - 1926: Don Quichote (Don Quixote) - 1926: Die Lady ohne Schleier (Hans engelska fru) - 1927: Versiegelte Lippen (Förseglade läppar) - 1928: Dr. Monnier und die Frauen (Parisiskor) - 1928: Rausch (Synd) - 1929: Die Verführerin (Hjärtats triumf) - 1929: Glücksmelodie (Säg det i toner) (auch Ko-Regie) - 1930: Ulla, meine Ulla (Ulla, min Ulla) (auch Regie) - 1930: För hennes skull - 1930: Charlotte Löwenskjöld - 1930: Fridas visor - 1930: Markurells i Wadköping/Väter und Söhne (Versionenfilm) - 1930: Svärmor kommer - 1930: Sten Stensson Stéen fran Eslöv på nya äventyr - 1931: Der Schwur des Armas Beckius (En natt) - 1932: Kärlek och kassabrist - 1933: Vad veta val männen? - 1933: Giftasvuxnar döttrar - 1933: Tva man om en änka - 1933: Kungliga Johansson - 1934: Sången om den eldröda blomman - 1935: Smålänningar - 1935: Brannigar - 1935: Aktenskapsleken - 1935: Bröllopsresan - 1936: Johan Ulfstjerna - 1936: Samvetsomma Adolf - 1936: Aventyret - 1937: Sara lär sig folkvett - 1937: Klart till drabbning - 1937: Vi går landsvagen - 1937: Pappas pojke - 1939: Emilie Högqvist - 1939: Stora famnen - 1939: Liebe – Männer – und Harpunen (Valfångare) - 1940: Den ljusnande framtid - 1940: En, men ett lejon - 1941: Landstormens lilla argbigga - 1941: Göranssons pojke - 1941: Dunungen - 1942: Livet på en pinne - 1942: Löjtnantshjärtan - 1942: Man glömmer ingenting - 1943: Katrina - 1943: Hans majestäts rival - 1944: Hans officiella fästmö - 1945: Jolanta – den gäckande suggan - 1946: Aber warum, Herr Feldwebel? (91: A.N. Carlsson) - 1946: Djurgårdskvällar - 1948: Livet på Forsbyholm |